# جاين باكستر
جاين باكستر (بالإنجليزية: Jane Baxter)‏ (و. 1909 – 1996 م) هي ممثلة، من المملكة المتحدة، ولدت في بريمن، توفيت في لندن، عن عمر يناهز 87 عاماً بسبب سرطان المعدة.

## وصلات خارجية
- جاين باكستر على موقع IMDb (الإنجليزية)
- جاين باكستر على موقع أول موفي (الإنجليزية)
- جاين باكستر على موقع قاعدة بيانات برودواي على الإنترنت (الإنجليزية)
- جاين باكستر على موقع قاعدة بيانات الأفلام السويدية (السويدية)
- جاين باكستر على موقع قاعدة بيانات الفيلم (الإنجليزية)